# Tumulo della Pietrera
Le tumulo della Pietrera  (en français : Tumulus de la Carrière ou encore Tombe de la Carrière)  est l'une des tombes étrusques datant du  VIIe siècle av. J.-C., de le site archéologique de Vetulonia, proche de la frazione Vetulonia de la commune de Castiglione della Pescaia (province de Grosseto) en Toscane. 

## Historique
Le tumulo della Pietrera   a été découvert par Isidoro Falchi dans les années 1890.

## Description
Le tumulus della Pietrera est une tombe à tholos (soit à fausse coupole)  d'une hauteur de 14 m, couvert par un tumulus à tambour d'un diamètre de 60 m.
Le nom du tumulus  della Pietrera vient du fait que l'endroit fut utilisé par le passé comme carrière de pierre par les paysans.
Le tumulus est constitué par deux tombes superposées :
- Celle du niveau inférieur est accessible par un dromos et possède deux cellules latérales au niveau de la fin du vestibule donnant sur la chambre funéraire circulaire ; cette dernière comprend le pilier central  omphalos (symbolique du lien entre le monde des morts, il ne rejoint pas la voûte mais plonge virtuellement dans le sol).
- Celle du niveau supérieur a été construite au-dessus de la première tombe écroulée et colmatée par de la terre. Elle est constituée par une chambre rectangulaire avec un vestibule bordé de chaque côté également par une  cellule latérale. La structure était couverte par une pseudo-coupole à voûte, le tout recouvert par un tumulus de terre.

Le dôme bétonné émergeant aujourd'hui résulte de la restauration de 2002 (dont les ajouts d'anastylose sont explicitement composés de matériaux facilement identifiables comme modernes).
Lors de la découverte de la tombe huit statues en pietra arenaria étaient alignées le long du dromos et, à l'extérieur, dans quelques fosses se trouvaient des objets qui constituaient probablement le trousseau funéraire de la tombe écroulée. 
Les pièces archéologiques sont conservés au musée archéologique national de Florence.

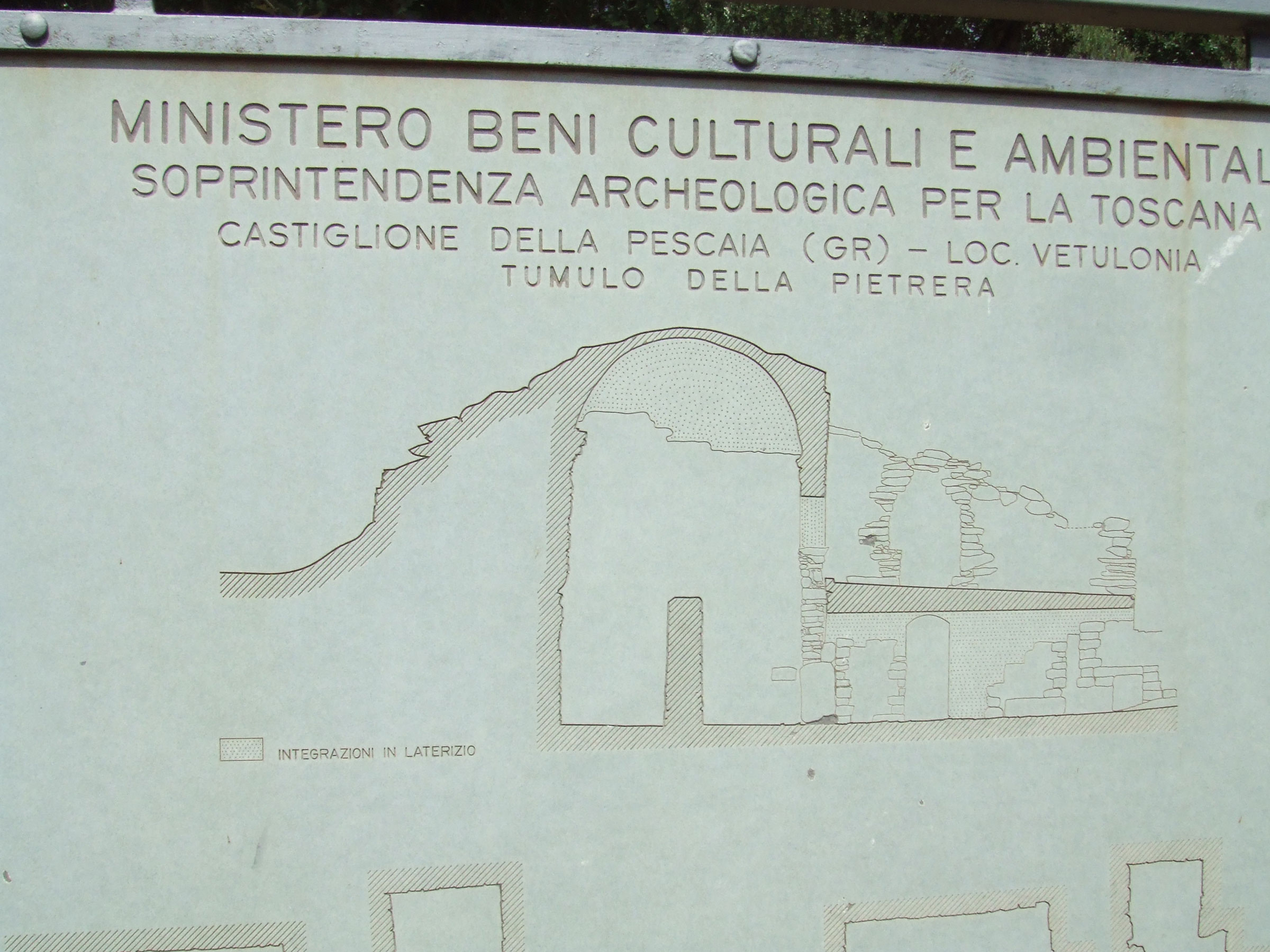
Coupe du tumulus sur le plan du site (avec les parties de consolidation).
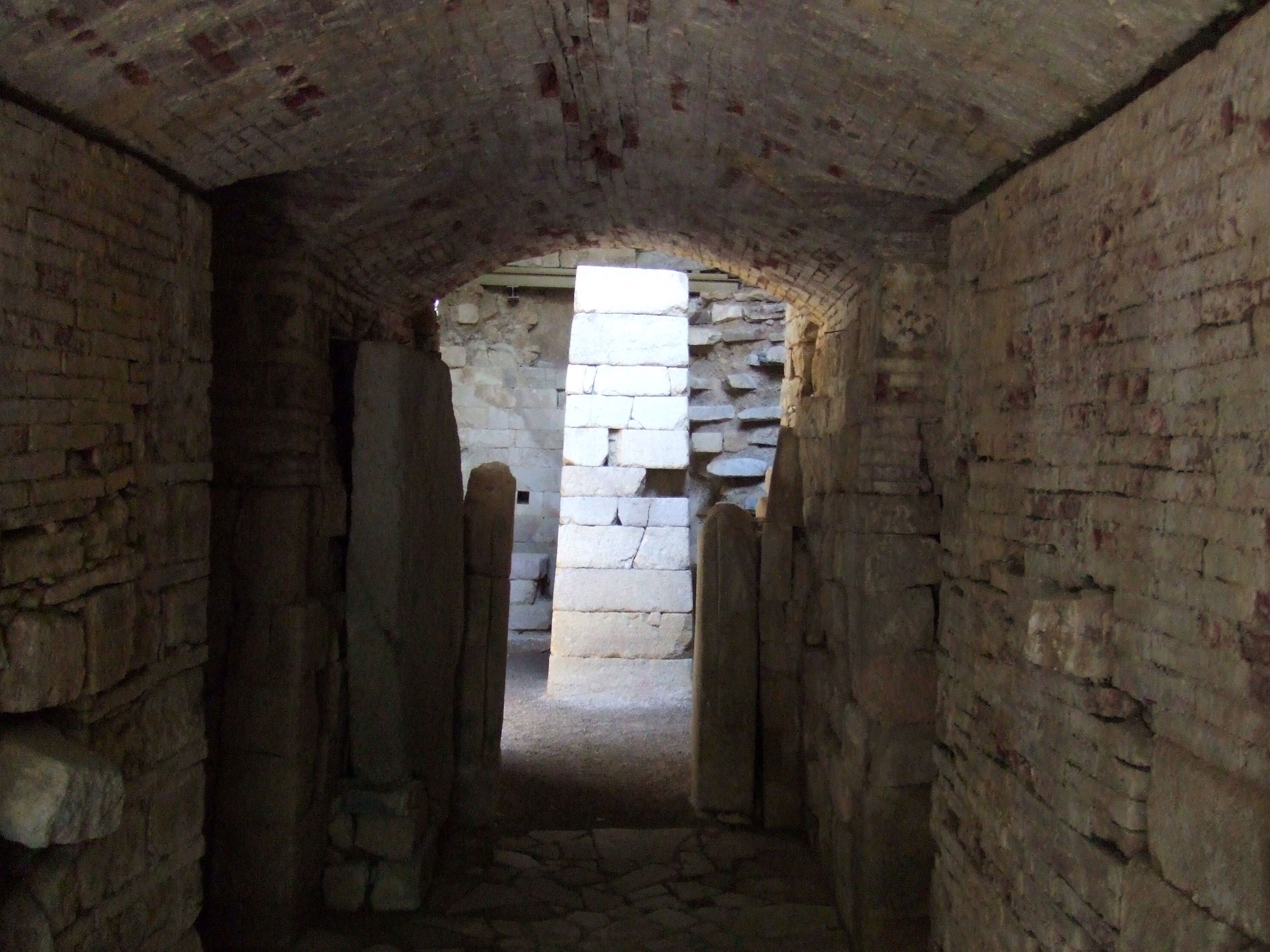
Vestibule de la tombe inférieure avec ses accès latéraux et l'omphalos de la chambre principale au fond.
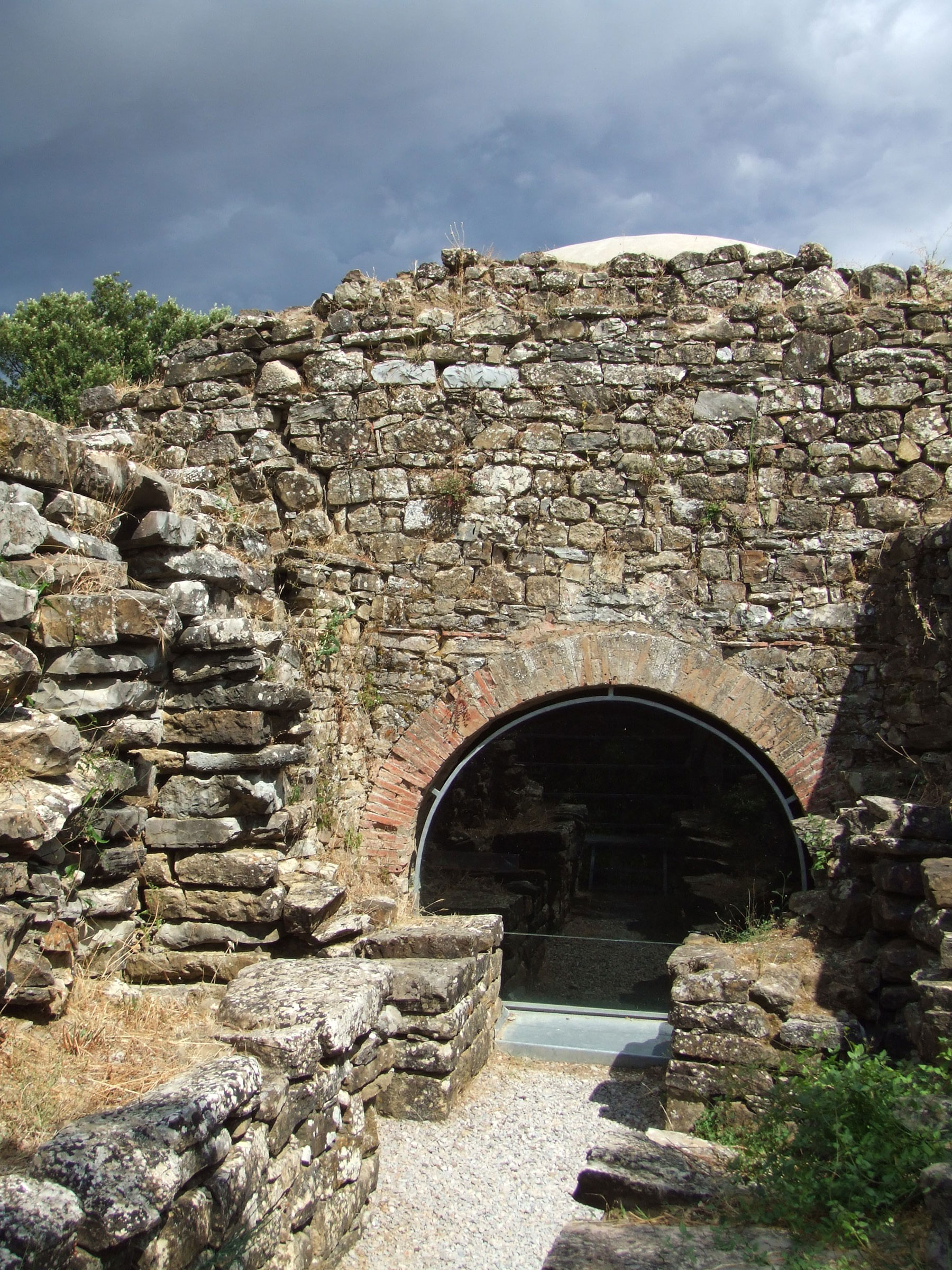
La tombe circulaire supérieure et les vestiges des tombes latérales (l'ouverture -vitrée- est récente et permet au visiteurs d'apercevoir la voûte).
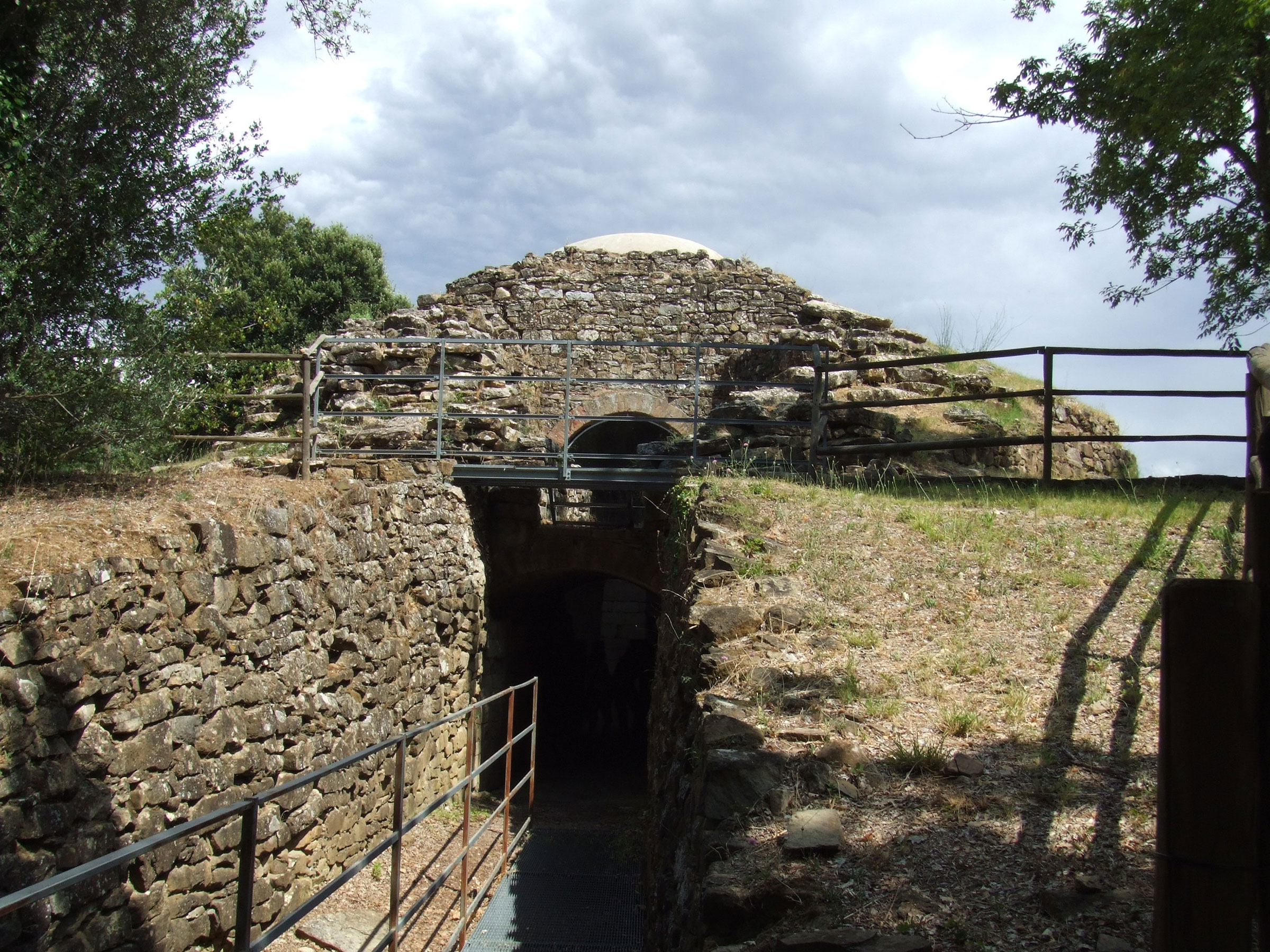

- légende=Accès au tombes superposées (on peut apercevoir le dôme bétonné de la restauration dépassant légèrement au-dessus en blanc).

## Sources
- Voir liens externes